# Wu Minxia
Wu Minxia (吴敏霞S; Shanghai, 10 novembre 1985) è un'ex tuffatrice cinese.
Avendo vinto la medaglia d'oro nel sincro 3 m ad Atene 2004, Pechino 2008, Londra 2012 e Rio 2016 è diventata la prima atleta della storia ad aver ottenuto per quattro Olimpiadi consecutive la prima posizione nella stessa disciplina.

## Biografia
Wu Minxia ha iniziato a praticare l'attività di tuffatrice all'età di sette anni, a dodici ha lasciato la famiglia per continuare ad allenarsi e migliorare in una delle migliori scuole sportive cinesi. Attualmente è studentessa dell'Università di Pechino. Sin dall'inizio ha mostrato il suo talento nelle specialità del trampolino da 1 m e da 3 m. Nelle gare di sincro da 3 metri è stata a lungo partner di Guo Jingjing, la tuffatrice di maggior successo di tutti i tempi. Dopo il ritiro di Guo Jingjing nel 2010, partecipa alle competizioni in coppia con He Zi.
Sin dall'anno 2000, è conosciuta in tutto il mondo come una delle migliori atlete delle tre specialità; subito dopo le Olimpiadi del 2000 a Sidney, dove Guo Jingjing vinse in coppia con Fu Mingxia, Guo ha scelto lei come nuova partner. Nel 2001, alla prima apparizione in una competizione importante, il nuovo duo divenne immediatamente campione del mondo nel 3 m sincronizzato. Wu ha vinto anche l'argento nel trampolino da 1 metro. Due anni più tardi, nel 2003 a Barcellona, ha difeso con successo il titolo insieme a Guo e Wu è arrivata terza nell'individuale da tre metri.
Wu ha rappresentato la Cina ai Giochi Olimpici 2004 di Atene, vincendo una medaglia d'oro nella specialità trampolino sincronizzato da tre metri, in coppia con Guo Jingjing prima di vincere anche una medaglia d'argento nel trampolino da tre metri (singolo), appena dietro alla vincitrice della medaglia d'oro Guo Jingjing Il successo è proseguito nel 2005 ai Mondiali di Montreal. Wu ha vinto la medaglia d'argento sia nell'individuale da un metro che in quello da tre. Due anni più tardi, nel 2007 a Melbourne, ha vinto il titolo nel sincronizzato e l'argento nel trampolino da tre metri individuale.
Wu ha poi rappresentato la Cina anche ai Giochi Olimpici 2008 di Pechino, vincendo nuovamente la medaglia d'oro nel trampolino sincronizzato da tre metri, sempre in coppia con Guo Jingjing e la medaglia di bronzo nella stessa specialità singola, dietro alla medaglia d'oro Guo Jingjing e la russa Julia Pakhalina. Anche al 2009 Mondiali di Roma, Wu ha continuato a vincere medaglie, l'argento dal tampolino da 1 metro e l'oro insieme a Guo. Nel 2010, dopo il ritiro di Guo Jingjing ha partecipato alle competizioni in coppia con He Zi. La difesa del titolo del tuffi sincronizzati da 3 metri, alla Coppa del Mondo di Pechino 2011, è stata nuovamente un successo. Nell'individuale, invece, la sua nuova partner le ha strappato la medaglia d'oro per soli 1,70 punti. È stata la sua prima sconfitta dopo sette competizioni contro la He Zi.
Nei giochi Asiatici tra il 2002 ed il 2010 ha vinto cinque medaglie, di cui quattro d'oro. Nell'individuale, Wu è sempre stata una delle migliori tuffatrici, ma è stata spesso messa in ombra dalla sua partner Guo, mentre in seguito è nata una grande rivalità sportiva con la nuova partner He Zi.
Alle Olimpiadi del 2012 di Londra, vince per la terza volta la medaglia d'oro nel trampolino sincronizzato da tre metri, diventando la prima donna a vincere una medaglia d'oro nei tuffi in tre Olimpiadi consecutive. Ha anche vinto la medaglia d'oro nella stessa specialità individuale, davanti a He Zi. Dopo la vittoria delle due medaglie d'oro, le è stato rivelato che la nonna morì l'anno precedente e che la madre è affetta da cancro. Suo padre spiegò che queste notizie le sono state tenute nascoste per aiutarla a mantenere la concentrazione sugli allenamenti. Questo ha provocato una forte ondata di critiche in Cina.
Il 20 luglio 2013 ai mondiali di Barcellona ha conquistato la medaglia d'oro nel syncro 3 metri, in coppia con la connazionale Shi Tingmao. Dietro di loro sono giunte le italiane Tania Cagnotto e Francesca Dallapé, mentre il terzo posto è andato alle canadesi Jennifer Abel e Pamela Ware.
Alle Olimpiadi del 2016 di Rio, l'atleta cinese vince per la quarta volta la medaglia d'oro nel trampolino sincronizzato da tre metri, aggiornando il record da lei già detenuto e diventando la prima donna a vincere una medaglia d'oro nei tuffi in quattro Olimpiadi consecutive.
Si è ritirata dall'attività agonistica al termine dell'Olimpiade.

## Palmarès
- Giochi olimpici

Atene 2004: oro nel sincro 3 m e argento nel trampolino 3 m.
Pechino 2008: oro nel sincro 3 m e bronzo nel trampolino 3 m.
Londra 2012: oro nel sincro 3 m e nel trampolino 3 m.
Rio 2016: oro nel sincro 3 m.
- Mondiali di nuoto

Fukuoka 2001: oro nel sincro 3 m e argento nel trampolino 1 m.
Barcellona 2003: oro nel sincro 3 m e bronzo nel trampolino 3 m.
Montreal 2005: argento nel trampolino 1 m e nel trampolino 3 m.
Melbourne 2007: oro nel sincro 3 m e argento nel trampolino 3 m.
Roma 2009: oro nel sincro 3 m e argento nel trampolino 1 m.
Shanghai 2011: oro nel sincro 3 m e nel trampolino 3 m.
Barcellona 2013: oro nel sincro 3 m.
Kazan 2015: oro nel sincro 3 m.
- Giochi asiatici

Busan 2002: oro nel sincro 3 m e argento nel trampolino 3 m.
Doha 2006: oro nel trampolino 1 m e nel trampolino 3 m.
Canton 2010: oro nel trampolino 1 m.
Incheon 2014: oro nel trampolino 3 m sincro

### Coppa del Mondo
- Vincitrice della Coppa del Mondo del trampolino 3 m nel 2006, nel 2008 e nel 2012
- Vincitrice della Coppa del Mondo del sincro 3 m nel 2004, nel 2008, nel 2010, nel 2012, nel 2014 e nel 2016

## Riconoscimenti
- Atleta dell'anno FINA: 2011, 2012